# Embia ruficapilla
Embia ruficapilla is een insectensoort uit de familie Embiidae, die tot de orde webspinners (Embioptera) behoort. De soort komt voor in Brazilië.
Embia ruficapilla is voor het eerst wetenschappelijk beschreven door Burmeister in 1839.